# Carlo Mazza (vescovo)
Carlo Mazza (Entratico, 7 gennaio 1942) è un vescovo cattolico italiano, dal 17 marzo 2017 vescovo emerito di Fidenza.

## Biografia
Nasce ad Entratico, in provincia e diocesi di Bergamo, il 7 gennaio 1942. È il terzogenito dei sette figli di Giacomo e Rina Fratus.

### Formazione e ministero sacerdotale
Dopo il diploma magistrale entra nel seminario diocesano di Bergamo dove riceve la formazione sacerdotale e compie gli studi teologici.
Il 21 dicembre 1968 è ordinato presbitero dall'arcivescovo Clemente Gaddi per la diocesi di Bergamo.
Dal 1969 al 1971 è vicario parrocchiale a Credaro e poi, dal 1971 a Curnasco; dal 1974 al 1982 è parroco a Piazzatorre e Piazzolo.
Consegue la licenza in teologia alla Pontificia Università Lateranense a Roma e il master in turismo presso l'Università Bocconi di Milano; la laurea in lettere e pedagogia presso l'Università Cattolica del Sacro Cuore di Milano ed un dottorato in teologia.
Chiamato a Roma, dal 1982 al 1985 è addetto all'Ufficio Cattolico Italiano Turismo (UCIT), dal 1985 al 1987, è aiutante di studio alla segreteria generale della CEI. Dal 1988 è direttore dell'Ufficio Nazionale della CEI per la pastorale del tempo libero, turismo e sport.
Nel 1990 papa Giovanni Paolo II gli conferisce il titolo onorifico di cappellano di Sua Santità.
Tra il 1994 ed il 2001 è docente di teologia e spiritualità del pellegrinaggio alla Pontificia Università Lateranense. È segretario del Comitato Nazionale per il Giubileo del 2000. Dal 2002 è docente di storia del turismo religioso e dei beni culturali all'Università degli Studi di Milano-Bicocca nella facoltà di sociologia.
È stato cappellano della squadra olimpica italiana fin dalle Olimpiadi di Seul del 1988. Primo ad aver ricoperto il ruolo di cappellano delle delegazioni olimpiche azzurre, nel dicembre 2022 è stato insignito dal CONI della Stella d’Oro al merito sportivo.

### Ministero episcopale

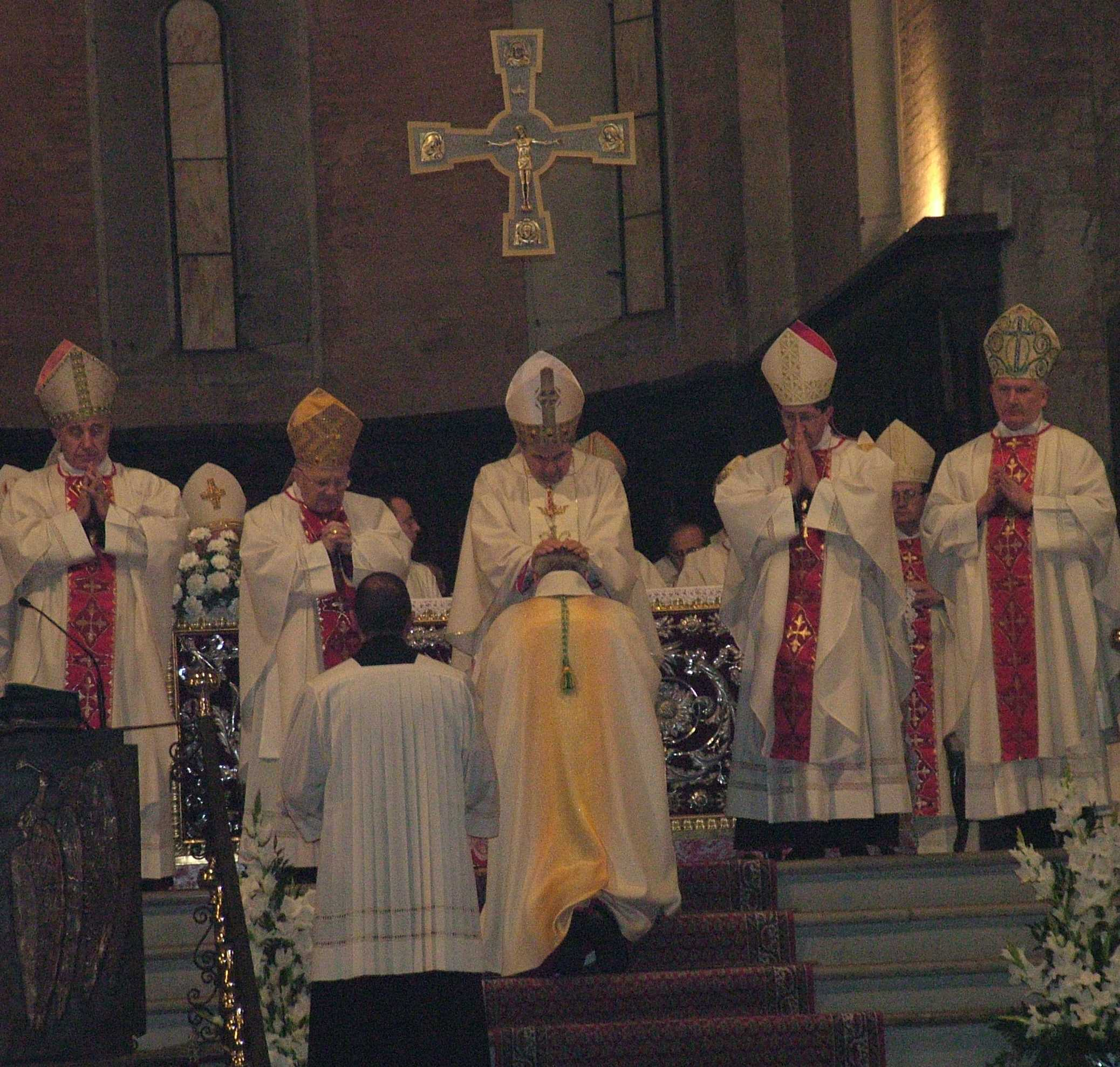
L'imposizione delle mani durante l'ordinazione episcopale nella cattedrale di Fidenza.

Il 1º ottobre 2007 papa Benedetto XVI lo nomina vescovo di Fidenza; succede a Maurizio Galli, precedentemente dimessosi per motivi di salute. Il 1º dicembre successivo riceve l'ordinazione episcopale, nella cattedrale di San Donnino a Fidenza, dal cardinale Carlo Caffarra, co-consacranti i vescovi Roberto Amadei, Giuseppe Betori (poi arcivescovo e cardinale), Josef Clemens e l'arcivescovo Benito Cocchi. Durante la stessa celebrazione prende possesso della diocesi.
Il 24 aprile 2008 è nominato consultore del Pontificio consiglio per i laici.
Il 17 marzo 2017 papa Francesco accoglie la sua rinuncia al governo pastorale della diocesi, presentata per raggiunti limiti di età; gli succede Ovidio Vezzoli, presbitero della diocesi di Brescia. Rimane amministratore apostolico della diocesi fino all'ingresso del successore, avvenuto il 16 luglio seguente. Torna a vivere ad Entratico, suo paese natale.

## Genealogia episcopale
La genealogia episcopale è:
- Cardinale Scipione Rebiba
- Cardinale Giulio Antonio Santori
- Cardinale Girolamo Bernerio, O.P.
- Arcivescovo Galeazzo Sanvitale
- Cardinale Ludovico Ludovisi
- Cardinale Luigi Caetani
- Cardinale Ulderico Carpegna
- Cardinale Paluzzo Paluzzi Altieri degli Albertoni
- Papa Benedetto XIII
- Papa Benedetto XIV
- Papa Clemente XIII
- Cardinale Marcantonio Colonna
- Cardinale Giacinto Sigismondo Gerdil, B.
- Cardinale Giulio Maria della Somaglia
- Cardinale Carlo Odescalchi, S.I.
- Cardinale Costantino Patrizi Naro
- Cardinale Lucido Maria Parocchi
- Papa Pio X
- Papa Benedetto XV
- Papa Pio XII
- Cardinale Eugène Tisserant
- Papa Paolo VI
- Cardinale Giovanni Colombo
- Cardinale Giacomo Biffi
- Cardinale Carlo Caffarra
- Vescovo Carlo Mazza